# Геополитика хране (књига)
Геополитика хране: битна развојна компонента друштва у XXI столећу је књига српског геополитиколога др Зорана Петровића Пироћанца, објављена 2008. године.
Ово је друга у трилогији ауторових монографија о геополитици ресурса, прва је Геополитика воде (2007), а трећа Геополитика енергије (2010). Књигу је објавио Институт за политичке студије /јединица Центар за геополитичке студије „Југоисток“/ у Београду.

## Циљеви и методологија
Трилогију о геополитици ресурса аутор поставља са аспекта нове методологије и задатака које глобализација поставља пред науку геополитике.
Данас геополитиколог мора да проучава не само војне вештине и географију, већ и геоекономију, социологију, демографију, религијска кретања, цивилно друштво, расправе о климатским променама, да има и футуристичка обележја, да предвиђа, итд. Упустио сам се, пионирски, у поменута глобална питања, воду, храну и енергију, као суштинске проблеме човечанства, који ће умногоме променити међународне односе. То јесу незаобилазне теме савремене геополитике, а ја сам, написавши те књиге, које сада даље други аутори треба да надмаше новим радовима, био у улози early warning истраживача (оног који врши функцију раног упозоравања). Зато што наша држава, као и у много чему другом, има недопустивих зјапећих рупа у поимању и вођењу онога што се назива state management.— каже аутор за Геополитику.

## Пријем код критике
Као прва књига у својој врсти од стране српског аутора, књига Геополитика хране је доживела позитивне оцене, које су између осталог дали и проф. др Миладин Шеварлић (Пољопривредни факултет у Београду), проф. др Лука Радоја (један од пионира производње здраве хране у Србији), економиста проф. др Драган Раденовић и рабин Исак Асиел (Јеврејска заједница Србије).